# Усадьба Киршбаумов
Усадьба Киршбаумов — бывшая городская усадьба в историческом центре Нижнего Новгорода. Построена в 1847—1861 годах. 
Усадьба связана с именем писателя А. М. Горького. В бывшем доме Киршбаума расположен Музей-квартира А. М. Горького, где писатель снимал свою последнюю нижегородскую квартиру.         

## История
В начале XVIII века участок земли под будущей усадьбой Киршбаумов находился на окраине города. В 1770 году был принят генеральный план расширявший территорию Нижнего Новгорода в том числе вниз по течению Волги. Этот новый район, куда входил и указанный участок земли, получил прямоугольную сетку улиц с предписанием возводить новые здания по красным линиям.
На месте земельного участка формировалась городская усадьба, несколько раз менялись её владельцы, застройка велась постепенно, разными архитекторами. В 1847 году помещик Васильского уезда князь А. П. Чегодаев приобрёл дом с флигелями, службами и садом на крупном участке по Больничной улице. Вскоре он выкупил уже три дома, один из которых был угловым. Фасады последнего выходили на Тихоновскую и Мартыновскую улицы. Вдова А. П. Чегодаева Софья Павловна продала все строения с землёй жене титулярного советника Наталье Александровне Ленивцевой. 
Новая владелица на территории усадьбы начала строить ещё один дом на углу Мартыновской улицы и Ковалихинской площади. В 1859 году она получила ссуду на строительство деревянного дома на каменном фундаменте под залог двух домов и трёх флигелей с надворными постройками. К разработке проекта был привлечён Михаил Кузьмич Ястребов, являвшийся помощником ярмарочного архитектора. До этого Ястребов занимался частным проектированием, под его надзором были построены каменные дома на Верхне-Волжской набережной (сегодня Дом архитектора), на Большой Печерской, по его проекту построен дом статского советника Н. Якоби на углу Варварской и Малой Печерской улиц. 
Дом был выстроен к июню 1861 года. Позже Н. А. Ленивцева подала прошение в Нижегородскую губернскую строительную и дорожную комиссию о выделении нового дома с землёй в отдельное домовладение, с целью «заложить дом в частные руки». Вскоре строение получило отдельный статус и сдавалось в аренду городу для размещения нижних воинских чинов, а позднее для сборной команды губернского батальона. Через десять лет владельцем стал коллежский регистратор, дворянин по происхождению, в те годы нижегородский купец Феликс Михайлович Войткевич. Купец также сдавал дом пересыльным солдатам, одно время — Кулибинскому ремесленному училищу. Следующим владельцем дома стал статский советник, купец Алексей Максимович Губин, который не заботился о состоянии здания (несколько раз на него заводилось дело с требованием капитального ремонта). 
Губин продал дом барону и баронессе Николаю Фёдоровичу и Зинаиде Дмитриевне Киршбаум, которые проживали в соседнем доме. З. Д. Киршбаум с 1881 года владела двумя рядом стоящими домами, таким образом снова объединив усадьбу. С 1894 года семье Киршбаум стали принадлежать все три дома с надворными постройками и садом. Выкупленный дом Киршбаум тщательно отремонтировал и сдавал квартиры в аренду частным лицам, среди которых известные писатели А. М. Горький и А. Л. Ященко. 
В 1910 году чета Киршбаум предложила Нижегородской управе выкупить усадьбу. Состоялось заседание городской думы, на котором было решено согласиться на покупку, но условия не подошли владельцам. Киршбаумы продали усадьбу преподавателю немецкого языка Нижегородского кадетского корпуса Эмилию Павловичу Ливену и его жене Луизе Егоровне Ливен. Спустя годы в усадьбе Ливен в 1913 году снимал бывшую квартиру А. М. Горького действительный статский советник А. А. Микулин. В это время в семье рос сын Александр, ставший впоследствии генеральным конструктором авиационных моторов. Его мать Вера Егоровна была родной сестрой выдающегося учёного Николая Егоровича Жуковского, который приезжал навестить её и проживал в усадьбе в 1913 году.                          
Семья Ливен стала последним владельцем усадьбы. С 1918 года усадьба как единое целое перестала существовать. К настоящему времени сохранились все три дома усадьбы:
- № 15 — памятник архитектуры местного значения, пример деревянной архитектуры города XIX века;
- № 17 — относится к ценной историко-архитектурной среде;
- № 19 — памятник истории и культуры федерального значения. В 1971 году в нём был открыт Музей-квартира А. М. Горького, где писатель снимал свою последнюю нижегородскую квартиру.

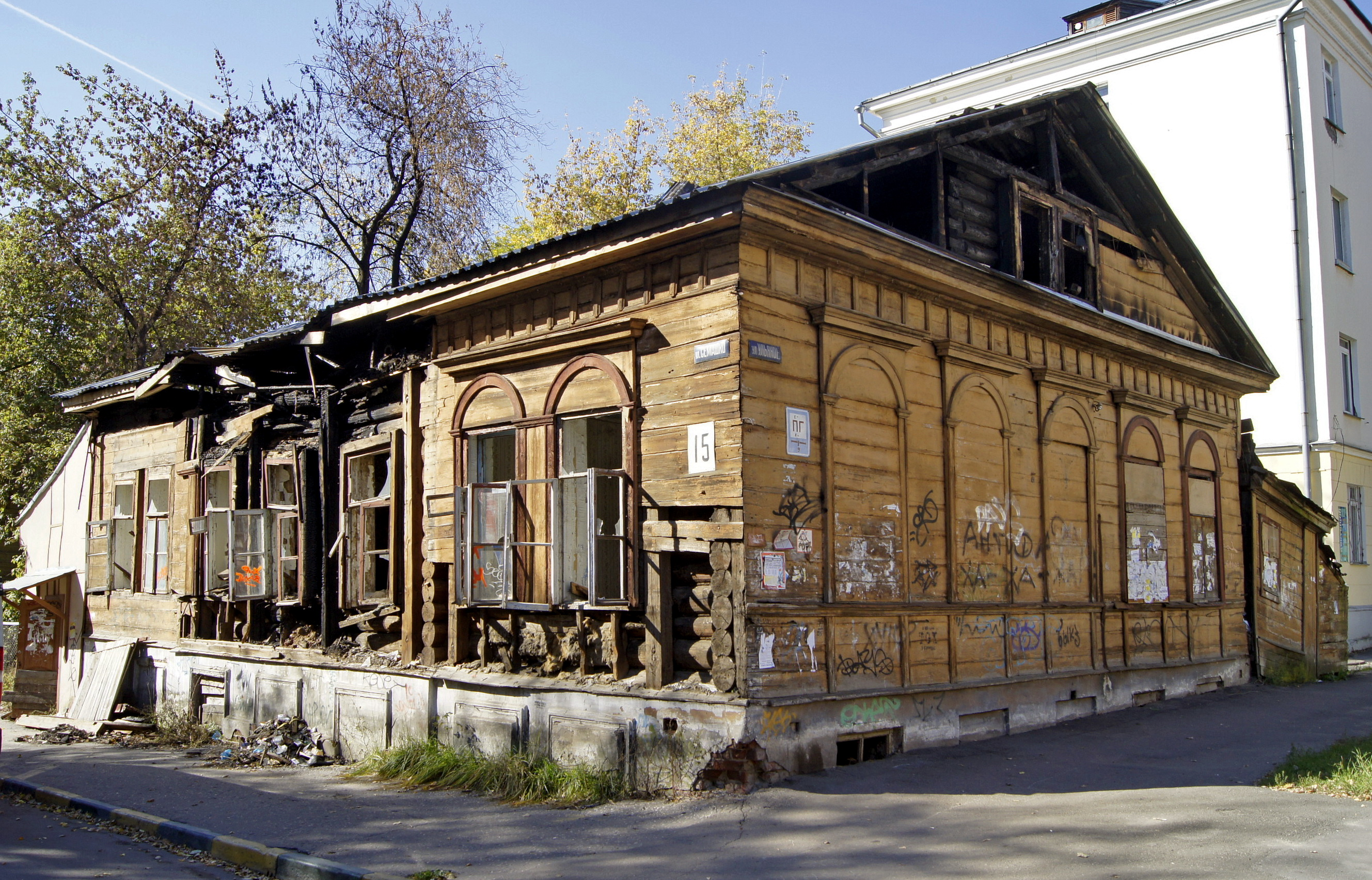
№ 15 — дом князя А. П. Чегодаева (пострадал от пожара).
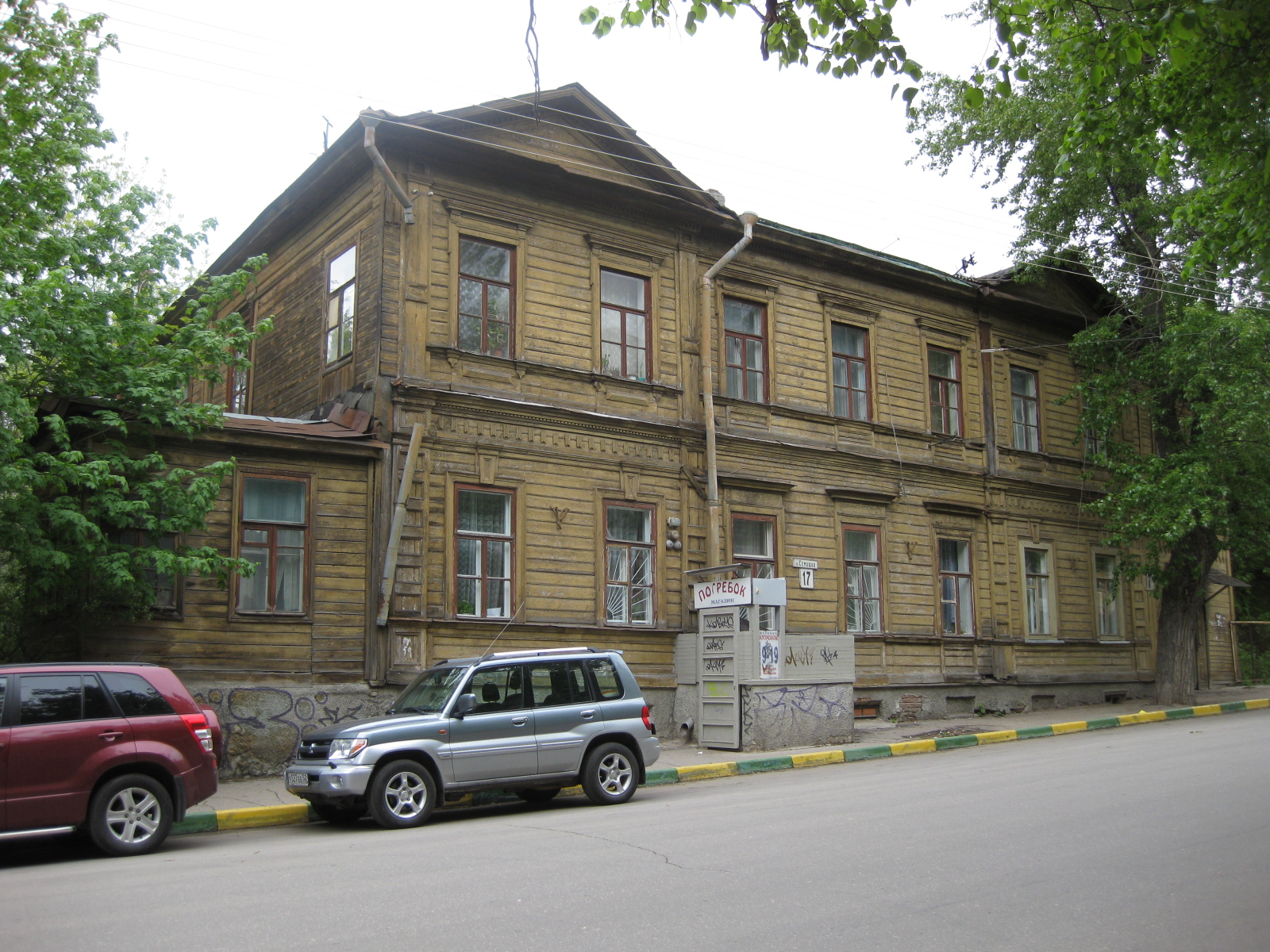
№ 17.
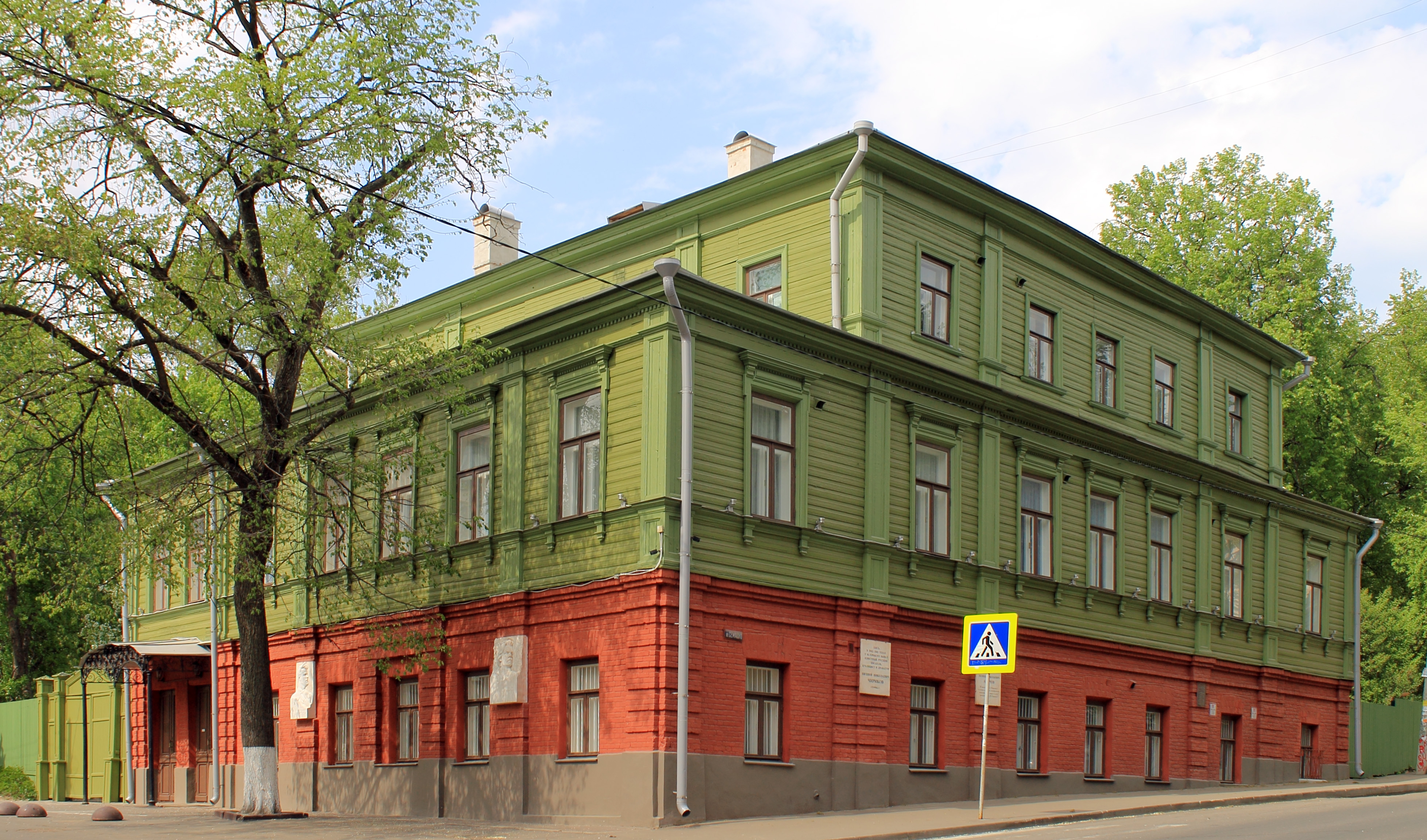
№ 19 — дом Киршбаума.

## Архитектура
- Дом А. П. Чегодаева

Дом князя А. П. Чегодаева выстроен в 1851 году по проекту архитектора Николая Адамовича Фрелиха в стиле позднего классицизма и является редким образцом нижегородского деревянного классицизма. Подобные специфические деревянные дома, выполненные в подражание каменному зодчеству, составляли важную часть застройки города в конце XVIII — первой половине XIX веков, но дошли до настоящего времени крайне небольшой группой объектов, зачастую перестроенными, с утратой экстерьера. У дома А. П. Чегодаева сохранились два уличных фасада в первоначальном облике. Особенно примечателен деревянный декор: наличники и дощатая рустовка, имитирующая элементы каменной жилой архитектуры.     
- Дом Н. Ф. Киршбаума

Дом Н. Ф. Киршбаума трёхэтажный, смешанной конструкции: первый этаж каменный; два верхних — деревянные. Третий этаж — квадратный в плане мезонин. С запада, во дворе, пристроен деревянный объём, в котором размещена чёрная лестница. Первый этаж частично заглублен в грунт, выполнен из красного кирпича. Деревянные стены второго и третьего этажей рубленые, обшиты тёсом. Основные детали декора — полуколонны, карнизы и горизонтальные тяги. Окна второго этажа обрамлены филенчатыми наличниками-рамками. 
Над главным входом расположен навес, выполненный из прямых и гнутых металлических полос на заклёпках. Каркас навеса опирается на две литые чугунные колонны с канелюрами. Входные двери филенчатые двухстворчатые.
Внутренняя планировка восстановлена в 1969—1971 годах по заметкам Е. П. Пешковой (автор перепланировки Н. А. Забурдаев).